# Singur acasă 3
Singur acasă 3 (Home Alone 3) este un film american de comedie scris și produs de John Hughes, lansat în anul 1997. Este cel de al treilea film al seriei, și primul care nu îl are în rolul principal pe Macaulay Culkin, sau director pe Chris Colombus. Filmul îl are în rolul principal pe Alex Pruitt (Alex D. Linz), un băiat plin de resurse, care este lăsat singur acasă și trebuie să-și apere casa de  hoți. Filmul a fost urmat de Home Alone 4: Taking Back House, lansat în 2002. Filmul a avut succes, dar nici pe departe succesul pe care l-au avut Singur acasă, lansat în 1990, sau Singur acasă 2 - Pierdut în New York, lansat în 1992.

## Distribuție
- Alex D. Linz - Alex Pruitt
- Olek Krupa - Peter Beaupre
- Rya Kihlstedt - Alice Ribbons
- Lenny Von Dohlen - Burton Jernigan
- David Thornton - Earl Unger
- Haviland Morris - Karen Pruitt
- Kevin Kilner - Jack Pruitt
- Marian Seldes - Doamna Hess
- Seth Smith - Stanley Pruitt
- Scarlett Johansson - Molly Pruitt
- Neil Flynn - Ofițer De Poliție
- Harris Baxter - Căpitan De Poliție
- Christopher Curry - FBI Agent Stuckey
- Darren T. Knauss - Papagalul (voce)

## Coloana sonoră
1. My Town - Cartoon Boyfriend
2. All I Wanted Was A Skateboard - Super Deluxe
3. I Want It All - Dance Hall Crashers
4. Almost Grown - Chuck Berry
5. School Day (Ring! Ring! Goes The Bell) - Chuck Berry
6. Bad Bad Leroy Brown - Jim Croce
7. Green Eyed Lady - Sugarloaf
8. Let It Snow, Let It Snow, Let It Snow - Dean Martin
9. Home Again - Oingo Boingo
10. Nite Prowler - The Deuce Coupes
11. Tall Cool One - The Wailers
12. Home Alone 3 Suite - Nick Glennie-Smith

## Vezi și
- Listă de filme cu intrare prin efracție în casă